# Złote Pole
Złote Pole – część wsi Leśny Rów w Polsce, położona w województwie warmińsko-mazurskim, w powiecie kętrzyńskim, w gminie Srokowo. Wchodzi w skład sołectwa Leśny Rów.
W latach 1975–1998 Złote Pole administracyjnie należało do województwa olsztyńskiego.